# Oddjob
Oddjob est un personnage fictif de l'univers de James Bond. Il est l'allié le plus fiable d'Auric Goldfinger.
Il est interprété au cinéma par Harold Sakata et apparait dans le film Goldfinger en tant qu'antagoniste secondaire (derrière Auric Goldfinger).

## Description et Histoire
Oddjob est un individu aux origines coréennes qui sert Auric Goldfinger depuis dix-neuf ans. C'est à la fois son domestique, son chauffeur et son homme de main dévoué. Oddjob est quasiment muet. Par ailleurs, il élimine ses ennemis avec une technique unique : il lance son couvre-chef, un chapeau melon dont les bords sont renforcés de lames tranchantes et l'arme décapite son adversaire. Dans les combats corps à corps, il utilise aussi sa maitrise du karaté et sa force quasi-surhumaine et prend aisément le dessus sur son adversaire. Il assomme James Bond à Miami et il peinturlure la secrétaire d'Auric Goldfinger, Jill Masterson, qui meurt de l'asphyxie car sa peau ne peut plus respirer.   
Durant une bataille entre les hommes d'Auric Goldfinger et James Bond et Tilly Masterson, cette dernière essaya de se réfugier dans les bois, mais Oddjob lança son chapeau qui tua la pauvre fille sur le coup.  
Il emmène Mr Martin Solo dans la voiture de ce dernier et il le tue.  
Il participe au braquage de la banque de Fort Knox et se retrouve enfermé avec un employé et James Bond qui est accroché à une bombe radioactive. L'employé tenta de désamorcer la bombe, mais Oddjob le lança dans le vide et il mourut en s'écrasant au sol. James Bond parvient à se libérer de ses menottes, ce qui poussa Oddjob à descendre. Un combat s'engagea entre les deux et pendant le combat, Oddjob lança son chapeau sur des câbles électriques. James Bond ramassa le chapeau et le lança vers le coréen qui parvient à éviter. Le chapeau se retrouva coincé entre des barreaux et Oddjob partit le reprendre. James Bond prit un câble et lorsque le câble toucha les barreaux, Oddjob termina électrocuté.                                          
Oddjob fut parodié dans la série de films d'espionnage Austin Powers où il est cette fois-ci interprété par Joe Son et dans Inspecteur Gadget (1999). Oddjob apparait également dans le film Last Action Hero avec Arnold Schwarzenegger, où il est le majordome personnel de Mr Vittali, parrain mafieux local dont le rôle est tenu par Anthony Quinn.
Il est également présent dans le mode multijoueur de 007: Nightfire.